# سد فنگتان
سد فنگتان (به لاتین: Fengtan Dam) یک سد و نیروگاه برقابی در چین است که در ژانگجیاجی واقع شده‌است.